# The Essential Rino Gaetano
The Essential Rino Gaetano è una raccolta postuma del cantautore italiano Rino Gaetano, pubblicata nel 2008 dalla RCA Italiana. La raccolta contiene 28 brani del cantautore crotonese per una totale di 1 ora, 52 minuti e 50 secondi.

## Il disco
Sulla copertina del disco è presente un primo piano del cantautore in bianco e nero e, sopra la figura è presente la scritta The Essential (in bianco) Rino Gaetano (in maiuscolo verde).

## Tracce

### CD1
1. Aida (4:22)
2. Ma il cielo è sempre più blu (4:30)
3. Ad esempio a me piace il Sud (4:15)
4. I love you Maryanna (4:02)
5. Jaqueline (3:16)
6. Berta filava (3:38)
7. Mio fratello è figlio unico (3:19)
8. Spendi Spandi Effendi (4:00)
9. Stoccolma (3:27)
10. E io ci sto (4:06)
11. Scusa Mary (6:16)
12. La festa di Maria (2:47)
13. Fabbricando case (4:04)

### CD2
1. Ahi Maria (5:35)
2. Escluso il cane (4:13)
3. Nuntereggae più (5:09)
4. E cantava le canzoni (3:15)
5. Visto che mi vuoi lasciare (3:25)
6. Resta vile maschio, dove vai? (4:40)
7. Tu forse non essenzialmente tu (3:37)
8. Anche questo è Sud (4:41)
9. I tuoi occhi sono pieni di sale (2:54)
10. Nel letto di Lucia (4:42)
11. Le Beatitudini (3:51)
12. Sfiorivano le viole (4:59)
13. Grazie a Dio, grazie a te (2:29)
14. Gianna (3:50)